# Henri Hulot
Pour les articles homonymes, voir Hulot.
Henri Hulot, né à Paris en 1732 où il est mort en 1775, est un docteur en droit français. 

## Biographie
Docteur agrégé de la Faculté de Droit de Paris, Henri Hulot est connu pour avoir été le premier à traduire en français le Digeste et les Institutes de Justinien. Annoncée dès 1764, la publication n'eut lieu qu'en 1805 pour le Digeste (7 vol. in quatro ou 35 vol., in-12) et en 1806 pour les Institutes (1 vol.).